# Marcos Vales
Marcos Vales Illanes (ur. 5 kwietnia 1975 w A Coruñi) – piłkarz hiszpański grający na pozycji prawego lub środkowego pomocnika. W swojej karierze 1 raz wystąpił w reprezentacji Hiszpanii.

## Kariera klubowa
Karierę piłkarską Marcos Vales rozpoczął w klubie Deportivo La Coruña. W 1992 roku zaczął grać w rezerwach tego klubu, a w 1993 roku awansował do kadry pierwszego zespołu. 20 marca 1993 zadebiutował w Primera División w wygranym 5:0 domowym spotkaniu z Realem Burgos. 22 maja tamtego roku strzelił pierwszego gola w lidze, w meczu z Realem Saragossa (5:0). W 1994 roku wywalczył z Deportivo wicemistrzostwo Hiszpanii.
W 1994 roku Marcos Vales przeszedł z Deportivo do Sportingu Gijón, w którym swój debiut zanotował 9 września 1994 w przegranym 1:2 wyjazdowym meczu z Deportivo. W zespole Sportingu występował przez 3 lata.
W 1997 roku Marcos Vales został piłkarzem Realu Saragossa. W nowym zespole zadebiutował 6 września 1997 w zremisowanym 3:3 domowym spotkaniu z Realem Oviedo. W sezonie 2000/2001 zdobył z Realem Puchar Króla. Z kolei w sezonie 2001/2002 spadł z klubem z Saragossy do Segunda División.
W 2002 roku Marcos Vales odszedł z Realu do Sevilli. W niej po raz pierwszy wystąpił 1 września 2002 w meczu z Celtą Vigo (0:1). W Sevilli grał bez sukcesów przez 2 sezony.
Ostatnim klubem w karierze Marcosa Valesa była RCD Mallorca. Grał w niej w sezonie 2004/2005, a zadebiutował w niej 29 sierpnia 2004 w spotkaniu z Realem Madryt. W 2005 roku zakończył karierę z powodu kontuzji.
| Sezon   | Klub                | Kraj      | Rozgrywki        | Mecze | Bramki |
| ------- | ------------------- | --------- | ---------------- | ----- | ------ |
| 1992/93 | Deportivo La Coruña | Hiszpania | Primera División | 8     | 1      |
| 1993/94 | Deportivo La Coruña | Hiszpania | Primera División | 11    | 0      |
| 1994/95 | Sporting Gijón      | Hiszpania | Primera División | 14    | 2      |
| 1995/96 | Sporting Gijón      | Hiszpania | Primera División | 9     | 0      |
| 1996/97 | Sporting Gijón      | Hiszpania | Primera División | 37    | 1      |
| 1997/98 | Real Saragossa      | Hiszpania | Primera División | 23    | 0      |
| 1998/99 | Real Saragossa      | Hiszpania | Primera División | 34    | 6      |
| 1999/00 | Real Saragossa      | Hiszpania | Primera División | 24    | 3      |
| 2000/01 | Real Saragossa      | Hiszpania | Primera División | 6     | 0      |
| 2001/02 | Real Saragossa      | Hiszpania | Primera División | 16    | 2      |
| 2002/03 | Sevilla FC          | Hiszpania | Primera División | 31    | 3      |
| 2003/04 | Sevilla FC          | Hiszpania | Primera División | 9     | 0      |
| 2004/05 | RCD Mallorca        | Hiszpania | Primera División | 6     | 0      |

## Kariera reprezentacyjna
Swoje jedyne spotkanie w reprezentacji Hiszpanii Marcos Vales rozegrał 14 października 1998 roku. W spotkaniu eliminacji ME 2000 z Izraelem Hiszpania wygrała 2:1. Grał także w reprezentacji U-21, z którą w 1998 roku wywalczył mistrzostwo Europy U-21.

## Sukcesy
- Puchar Króla (1)

Real Saragossa: 2001
- Mistrzostwo Europy U-21 (1)

Hiszpania U-21: 1998